# Endiandra albiramea
Endiandra albiramea är en lagerväxtart som beskrevs av André Joseph Guillaume Henri Kostermans. Endiandra albiramea ingår i släktet Endiandra och familjen lagerväxter. Inga underarter finns listade i Catalogue of Life.